# Bursellia setifera
Bursellia setifera là một loài nhện trong họ Linyphiidae.
Loài này thuộc chi Bursellia. Bursellia setifera được J. Denis miêu tả năm 1962.